# Die Nymphe des Brunnens

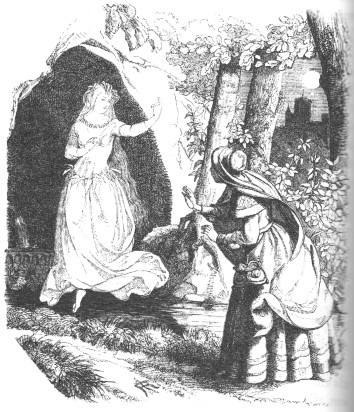
Illustration von Rudolf Jordan

Die Nymphe des Brunnens ist ein Märchen (AaTh 510 B, 410) im zweiten Band von Johann Karl August Musäus’ Volksmährchen der Deutschen, 1783.

## Inhalt
Wackermann Uhlfinger ist als Raubritter hart, doch daheim gut. Seine bescheidene Frau hilft Armen. Wie er einmal lange ausbleibt, weint sie in der Grotte bei der Quelle. Die Nixe erscheint und weissagt, dass sie vor ihrem Mann sterben und ein drittes Töchterlein hinterlassen wird. Die Nixe steht Gevatter und vermacht dem Kind, Mathilde, einen Bisamapfel, den die Mutter verwahrt. Die verschwenderische neue Frau plündert den Schmuck, wirft den wertlosen Bisamapfel aus dem Fenster. Mathilde spielt damit, bis er in den Brunnen fällt. Die Nixe unterweist sie im Gebrauch desselben, ehe Feinde die Burg zerstören. Mathilde flieht und wird Magd im Komterhof Graf Konrads, verliebt sich in ihn. Zweimal entnimmt sie dem Bisamapfel ein schönes Kleid, tanzt mit dem Prinzen, der ihr seine Liebe gesteht und seinen Ring gibt, und verschwindet. Zur nächsten Einladung kommt sie nicht. Dann kocht sie dem Liebeskranken eine Suppe mit dem Ring darin, dass er sein Versprechen erneuert, ehe sie die Verkleidung als Magd ablegt. Sie heiraten. Doch seine Mutter lässt die Amme nacheinander beide neugeborene Söhne rauben und Mathilde als Liebeshexe beschuldigen. Konrad lässt sie ins Bad sperren und heizen. Zum Glück hat der Bisamapfel einen dritten Wunsch übrig. Die Nixe löscht das Feuer, hat auch die ertränkten Kinder gepflegt. Die Amme muss sterben.

## Quellen und Nachwirkung

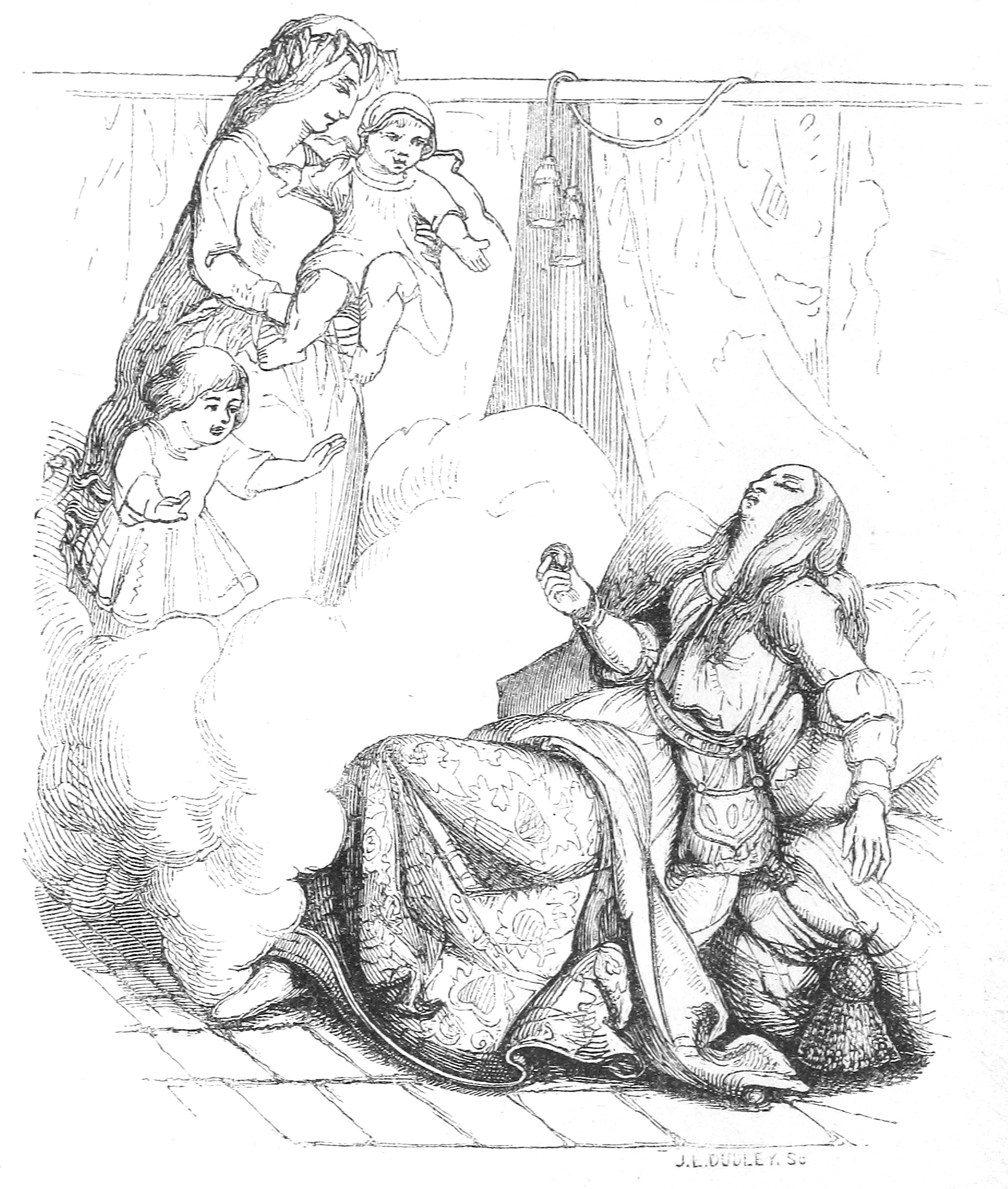
Illustration von Rudolf Jordan